# Kult (religion)
Kult är ceremoniella handlingar som hör till en organiserad gudsdyrkan och utgör religionens mest påtagliga yttring utåt.
Kult består i ceremonier såsom danser, invigningsriter med mera, offer av växtalster, drycker, djur och människor samt ord såsom formler och böner.
Liksom religionerna är kultformerna ytterst skiftande, och de lägre religionernas magiska kultformer ersätts inom högre religioner av allt starkare framhävande av gudsdyrkans andliga karaktär. För kristen kult brukar oftast användas termen gudstjänst.